# Geometrie diferențială
Geometria diferențială este o ramură a matematicii, care combină geometria analitică cu analiza matematică. Geometria diferențială studiază curbele și suprafețele cu mijloacele analizei, în special prin calcul diferențial și integral, cu scopul de a calcula lungimea totală sau parțială a unei curbe precum și alți parametrii ai acesteia cum ar fi subtangenta și subnormala. Geometria diferențială își începe studiul din punctul în care ecuațiile curbelor și ale suprafețelor sunt cunoscute. Văzută din acest unghi poate fi considerată o continuare a geometriei analitice.

## Istoric
Primele concepte se găsesc în opera lui Leibniz (în a doua jumătate a secolului al XVII-lea) și sunt legate de începutul analizei matematice.
Tot de această perioadă este legată și apariția teoriei curbelor plane.
În secolul al XVIII-lea, Euler a studiat curbura secțiunilor normale ale suprafețelor, proprietățile suprafețelor desfășurare și unele proprietăți ale curbelor în spațiu.
Prin lucrarea Application de l'analyse à la géométrie (1795), Gaspard Monge deschide o a doua etapă în istoria geometriei diferențiale.
Se construiește teoria curbelor în spațiu și generarea suprafețelor prin curbe.
A treia etapă o inaugurează Gauss, care s-a ocupat de teoria suprafețelor, pornind de la geodezie. 
Contribuții au avut de asemenea: Jan Arnoldus Schouten, Gaston Darboux, Élie Cartan, Guido Fubini, Nikolai Lobacevski, János Bolyai, Eugenio Beltrami, Felix Klein, 
Henri Poincaré, Bernhard Riemann și alții.